# Parabolan
Il Parabolan, chiamato anche Trenbolone esaidrobenzilcarbonato, Hexabolan o trenbolone cyclohexylmethylcarbonate, è un estere e steroide anabolizzante androgeno (AAS) del gruppo nandrolone, che è stato commercializzato in Francia per uso medico negli esseri umani. È stato introdotto in Francia nel 1980 ed è stato volontariamente ritirato dal produttore nel 1997. Il farmaco agisce in modo lento come un profarmaco a lunga durata di trenbolone quando somministrato per iniezione intramuscolare.